# گنچ‌علی (دینار)
گنچ‌علی (به ترکی استانبولی: Gençali) یک منطقهٔ مسکونی در ترکیه است که در دینار (شهر) واقع شده‌است.